# 州浜
州浜（すはま）とは、きな粉等の大豆の粉に水飴を加えて練りあわせて作る和菓子の一種。豆飴ともいう。大豆や青豆を煎って挽いた粉は州浜粉とも呼ばれる。

## 概要

家紋の洲浜

鎌倉時代の京都にあった菓子店「松寿軒」の考案による。のち京都の和菓子店「植村義次」によって作られた豆飴の断面が州浜紋に似ていたため、「州浜（すはま）」という名前になった。
浜辺の入り組んだ様子を意匠化した「州浜」のデザインは、家紋の他、饗宴や婚礼の飾り物を置く島台などに使われおり、江戸時代にはめでたいイメージを持った菓子としてよく知られるようになった。随筆『嬉遊笑覧』（1830年）には州浜の原型について、麦芽・大豆を粉にして練り、竹皮に包んだ「飴ちまき」であり、「豆飴」ともいう、とある。
餅菓子の一種である「すあま」とは別物であるが、江戸時代には当項の菓子である「州浜」を「すあま」と呼ぶ例がみられたり、逆にその「すあま」が地域によって「すはま」と呼ばれている例もある（呼称の異同については「すあま」も参照）。
現在では、州浜粉を使った菓子全体を「州浜」・「すはま」と呼ぶようになっている。